# E un pod pe Drina...
E un pod pe Drina… (în sârbă На Дрини ћуприја, în sârbocroată Na Drini ćuprija, pronunțat [na drǐːni tɕǔprija]) este un roman istoric al scriitorului iugoslav Ivo Andrić publicat în martie 1945 de editura de stat Prosveta din Belgrad.. Acțiunea cărții are loc în jurul Podului Mehmed Paša Sokolović din Višegrad, care traversează râul Drina și rămâne un martor tăcut al istoriei începând de la construcția sa de către otomani la mijlocul secolului al XVI-lea până la distrugerea parțială a acestuia în timpul Primului Război Mondial. Povestea se întinde pe parcursul a aproximativ patru secole și acoperă perioada ocupației regiunii de către otomani și austro-ungari, punând un accent deosebit pe viețile, destinele și relațiile locuitorilor orașului Višegrad, în principal sârbi ortodocși și bosniaci musulmani.
Andrić a fost ambasadorul Iugoslaviei în Germania din 1939 până în 1941, în primii ani ai celui de-al Doilea Război Mondial, și a fost arestat de germani în aprilie 1941, după Invadarea Iugoslaviei de către Puterile Axei conduse de Germania Nazistă. În iunie 1941 i s-a permis să se întoarcă în Belgradul ocupat de germani, dar a fost ținut închis de autoritățile de ocupație în apartamentul unui prieten, trăind, potrivit unor biografi, în condiții asemănătoare cu arestul la domiciliu. E un pod pe Drina... a fost unul dintre cele trei romane pe care Andrić le-a scris în următorii ani. Toate cele trei romane au apărut succesiv, la scurt timp unul după altul, în anul 1945, după eliberarea Belgradului de sub ocupația germană. E un pod pe Drina... a fost publicat în martie 1945, fiind bine primit de critici și de cititori.
În 1961 Andrić a primit Premiul Nobel pentru literatură, iar operele sale literare au obținut o recunoaștere internațională. E un pod pe Drina... rămâne cel mai cunoscut roman al lui Andrić și a trezit cel mai mare interes științific dintre toate operele autorului.
Podul Mehmed Paša Sokolović a fost reconstruit după Primul Război Mondial și a fost inclus de UNESCO în Lista locurilor din patrimoniul mondial la începutul secolului al XXI-lea. Cineastul sârb Emir Kusturica plănuiește să realizeze o adaptare cinematografică a romanului, pentru care a construit un oraș turistic numit Andrićgrad, în vecinătatea podului.

## Rezumat

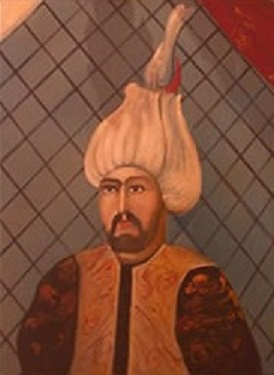
Mehmed-paša Sokolović

Un băiețel sârb din apropierea orașului Višegrad este luat cu forța de la mama sa de către ienicerii otomani ca parte a tributului devșirme, fiind unul dintre numeroșii băieți creștini care a avut parte de o astfel de soartă în cursul celor 500 de ani de ocupație a Peninsulei Balcanice de către Imperiul Otoman. Mama băiatului îl urmează plângând pe fiul ei până pe malul râului Drina, unde el este îmbarcat pe un bac și ea nu-l mai poate urma. Băiețelul este convertit la Islam și primește numele turcesc Mehmed, ajungând ulterior să fie cunoscut ca Mehmed-paša Sokolović. El avansează în ierarhia militară otomană, se căsătorește cu prințesa Esmehan (nepoata sultanului Soliman Magnificul) și în jurul vârstei de 60 de ani devine mare vizir, dregătorie pe care o îndeplinește în următorii cincisprezece ani. În perioada cât a fost Mare Vizir, el a slujit sub trei sultani și a coordonat expansiunea Imperiului Otoman în Europa Centrală. Mehmed continuă, cu toate acestea, să fie bântuit de amintirea că a fost luat cu forța de la mama sa și comandă construirea unui pod pe malul râului Drina, unde cei doi s-au despărțit.
Construcția podului începe în 1566 și este încheiată cinci ani, împreună cu un caravanserai (sau han). Podul este construit de țăranii șerbi, care se răzvrătesc adesea și sabotează lucrările de construcție pentru a protesta împotriva condițiilor grele de muncă. Represaliile otomanilor sunt aspre: răzvrătitul sârb prins ca sabotor este tras în țeapă. Noul pod înlocuiește vechiul bac care a fost odată singurul mijloc de traversare a râului și ajunge să reprezinte o legătură importantă între Eyaletul Bosnia și restul Imperiului Otoman. El este mai lat în porțiunea de mijloc, cunoscută sub numele de poartă (sau kapija), iar această secțiune a podului devine un loc popular de întâlnire. Fiecare moment important din viața locuitorilor din zonă se desfășoară în jurul podului, iar copiii de toate religiile îl folosesc ca loc de joacă, traversându-l în lung și în lat. Pe măsură ce timpul trece sunt scornite o serie de legende cu privire la istoria podului. Localnicii povestesc că doi prunci creștini (Stoia și Ostoia) au fost îngropați de vii în zidăria podului pentru a le îmblânzi pe zânele (vile) care împiedicau construcția sa, provocând tot felul de accidente și dezastre naturale. Generațiile următoare de localnici ajung să creadă că cele două deschizături din pilonii podului sunt locurile pe unde nefericita mamă îi alăpta pe cei doi micuți. Aproximativ un secol mai târziu, Monarhia Habsburgică recuperează o mare parte a Europei Centrale și a nordului Balcanilor de la otomani, declanșând o criză în cadrul imperiului. Din cauza lipsei fondurilor, caravanseraiul este abandonat și începe să se ruineze. Podul, pe de altă parte, rezistă timp de câteva secole fără a fi întreținut datorită faptului că a fost construit durabil. Locuitorii din Višegrad - turci, sârbi, evrei sefarzi și romi - cooperează solidari unii cu alții în timpul inundațiilor periodice ale Drinei.

## Scriere și publicare

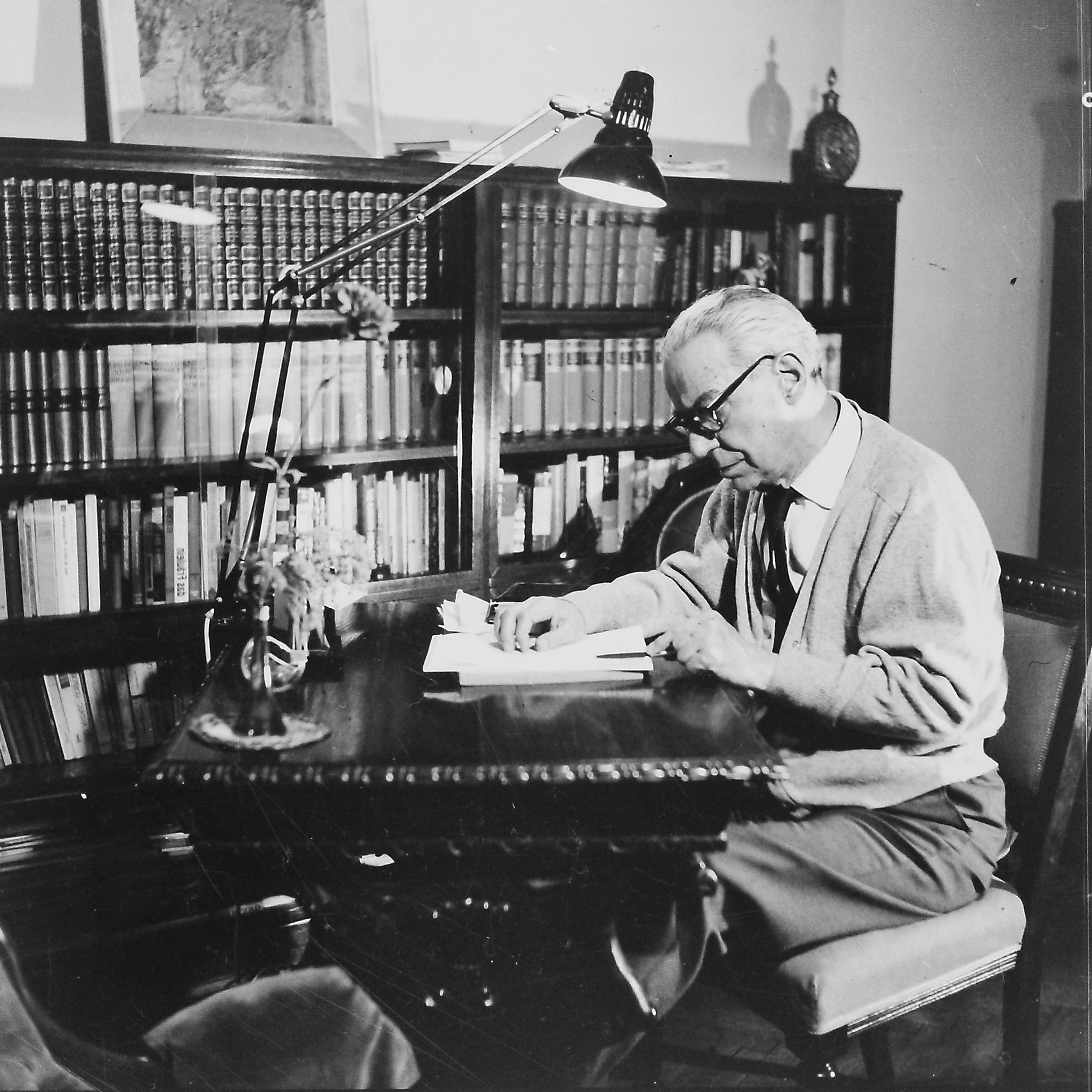
Andrić în cabinetul său de lucru

Ivo Andrić a fost cea mai cunoscută și mai de succes personalitate literară a Iugoslaviei și a primit Premiul Nobel pentru literatură în 1961. S-a născut în familia lui Antun Andrić și Katarina Pejić în apropiere de Travnik la 9 octombrie 1892, dar și-a petrecut cea mai mare parte a copilăriei în orașul Višegrad. Activitatea sa din timpul anilor de școală s-a desfășurat în vecinătatea principalului reper al orașului, Podul Mehmed Paša Sokolović. În copilărie, Andrić s-a jucat adesea în apropierea podului și a auzit legendele referitoare la trecutul acestei căi de comunicații și la ctitorul său, Mehmed-paša Sokolović. Născut într-o familie de sârbi bosniaci de la periferia orașului, Sokolović fusese răpit de otomani atunci când era doar un copil, ca parte a obligației devșirme impusă supușilor creștini, dus la Istanbul și înrolat în corpul ienicerilor. În ciuda acestui fapt, el a păstrat relații cu familia sa creștină și în 1557 a convins Poarta Otomană să acorde autonomie Bisericii Ortodoxe Sârbe.
Cariera literară a lui Andrić a început în 1911 și, până la izbucnirea Primului Război Mondial, el a publicat mai multe poezii, eseuri și recenzii și, de asemenea, a tradus operele unor scriitori străini. În anii premergători războiului, Andrić s-a alăturat mai multor organizații studențești ale slavilor sudici, care solicitau încheierea ocupației austro-ungare a Bosniei și Herțegovinei. El a fost, de asemenea, un prieten apropiat al lui Princip. La sfârșitul lunii iulie sau la începutul lunii august 1914, Andrić a fost arestat de austro-ungari pentru că avea legături cu asasinii prințului moștenitor Franz Ferdinand. A petrecut o mare parte a Primului Război Mondial în captivitate și a fost eliberat abia în iulie 1917, după ce împăratul Carol a proclamat o amnistie generală pentru prizonierii politici. În anul 1920 Andrić a intrat în serviciul diplomatic al nou-creatului Regat al Sârbilor, Croaților și Slovenilor (redenumit mai apoi Iugoslavia). El a publicat în 1925 o povestire intitulată „Podul de pe Žepa”, care urma să servească ca punct de plecare pentru romanul E un pod pe Drina.... În anul 1939 a fost numit ambasador al Iugoslaviei în Germania, care a declanșat invadarea țării sale în aprilie 1941, în contextul mai larg al celui de-al Doilea Război Mondial. Andrić și personalul ambasadei au fost arestați de germani după declanșarea invaziei, iar în iunie 1941 i s-a permis să se întoarcă la Belgrad. După ce s-a întors în Iugoslavia, a fost scos din serviciul diplomatic și ținut închis de către germani în apartamentul unui prieten, trăind, potrivit unor biografi, în condiții asemănătoare cu arestul la domiciliu. În următorii trei ani Andrić s-a concentrat pe scrierea romanului și a cugetat cu privire la dezintegrarea Iugoslaviei, care a devenit, după invazie, scena unui război civil interetnic brutal.
Romanul E un pod pe Drina... a fost scris între iulie 1942 și decembrie 1943. S-a păstrat o ciornă de cincizeci de pagini a romanului, precum și notițele de documentare ale lui Andrić. În martie 1945 acest roman a devenit primul titlu lansat de editura de stat nou înființată Prosveta din Belgrad, ca parte a unei serii intitulate Južnoslovenski pisci (Scriitori slavi sudici). Prima ediție, cu un tiraj de aproximativ 5.000 de exemplare, a fost epuizată până la sfârșitul acelui an. E un pod pe Drina... a fost unul dintre cele trei romane pe care Andrić le-a publicat în 1945, celelalte fiind Cronica din Travnik (în sârbocroată Travnička hronika) și Domnișoara (în sârbocroată Gospođica), publicate în septembrie și, respectiv, în noiembrie 1945. Alte cinci ediții ale cărții E un pod pe Drina... au fost publicate în următorii patru ani. Operele literare ale lui Andrić au obținut o recunoaștere internațională numai după ce scriitorului iugoslav i s-a acordat premiul Nobel și au fost traduse după aceea în zeci de limbi. Romanul a fost tradus în limba engleză cu câțiva ani mai devreme, în 1959, de Lovett F. Edwards.

## Stil literar
Apariția romanului a coincis cu sfârșitul celui de-al Doilea Război Mondial, precum și cu intensificarea eforturilor partizanilor de a promova stilul realist socialist, exemplificat prin reprezentarea unei „fericiri superficiale” care glorifica valorile comunismului. În contrast, profesorul de studii slave David A. Norris de la Universitatea din Nottingham a scris: „Bosnia lui Andrić este adesea o lume sumbră redată prin structuri narative profunde și complexe”. Andrić nu și-a exprimat niciodată public simpatia pentru comunism, iar operele sale au tratat în mod deschis chestiunea controversată a identității naționale într-un moment în care comuniștii propagau ideea de frăție și unitate între diferitele popoare iugoslave. În opinia istoricului literar Andrew B. Wachtel (profesor de limbi și literaturi slave la Northwestern University), concentrarea romanului E un pod pe Drina... pe trecutul îndepărtat al țării i-a permis lui Andrić să abordeze problemele sociale, politice și religioase contemporane, fără a submina fățiș sensibilul sistem de toleranță interetnică pe care comuniștii îl instituiseră în perioada postbelică.
La fel ca aproape toate operele literare ale lui Andrić, E un pod pe Drina... are textul original scris în alfabetul chirilic sârb. Personajele folosesc dialectul ijekavian al limbii sârbocroate vorbit în principal la vest de Drina, în timp ce naratorul folosește dialectul ekavian vorbit în principal în Serbia. Aceasta este o reflecție a propriilor înclinații lingvistice ale lui Andrić, care abandonase dialectul ijekavian atât scris, cât și vorbit și trecuse la folosirea dialectului ekavian atunci când s-a mutat la Belgrad la începutul anilor 1920. Atât dialogurile, cât și pasajele narative sunt impregnate cu turcisme (în sârbocroată Turcizmi), cuvinte de origine turcă, arabă sau persană care au pătruns în limbile slavilor sudici în timpul stăpânirii otomane. Turcismele sunt atât de răspândite încât până și titlul romanului conține unul: cuvântul ćuprija, derivat din cuvântul turcesc köprü, care înseamnă pod. Sunt prezente, de asemenea, multe cuvinte de origine germană și ladină, care reflectă circumstanțele istorice și politice ale perioadei de timp descrise în roman.
Primele 100 de pagini ale romanului urmăresc construcția podului, iar restul de 200 de pagini prezintă perioada stăpânirii austro-ungare și distrugerea podului în timpul Primului Război Mondial. Andrić însuși a caracterizat E un pod pe Drina... ca fiind mai degrabă o cronică decât un roman. În introducerea traducerii cărții în limba engleză, traducătorul Lovett F. Edwards a refuzat, de asemenea, să o clasifice drept roman, căci „sfera ei de cuprindere este prea vastă, personajele sale prea numeroase, perioada ei de acțiune prea lungă”. Cercetătoarea literară Annabel Patterson a scris: „Nu există niciun erou sau eroină care să-l țină unit, nici măcar o familie sau o dinastie. În locul acestora se află podul, la a cărui naștere participăm și pe a cărui stabilitate ajungem să ne bizuim”. Patterson a ezitat să caracterizeze cartea E un pod pe Drina... ca roman istoric, deoarece majoritatea evenimentelor descrise în ea s-au produs de fapt, dar au fost prezentate într-un mod romanțat. Ea a constatat că alți cercetători au clasificat-o drept „roman de non-ficțiune”, termen pe care îl consideră superfluu. „Dacă dorim simplitate”, scrie ea, „putem numi E un pod pe Drina... roman pentru a-l deosebi de colecțiile de povestiri ale lui Andrić. Dar dacă dorim precizie, E un pod pe Drina... poate fi cel mai bine clasificat ca o colecție de povestiri despre viața rurală unite între ele de un pod.” Cartea lui Andrić diferă de alte texte care au fost descrise drept cronici prin faptul că naratorul observă evenimentele retrospectiv și pe sărite dintr-o suprarealitate. Stilul narativ pe care îl folosește Andrić a fost asemănat adesea cu un monolog istoric transcendent. Cercetătorul literar Guido Snel considera că o astfel de interpretare stilistică neglijează proprietățile dialogice ale romanului și abilitatea acestuia de a acționa ca un du-te-vino între narator și cititor, creând astfel o legătură între trecutul descris în roman și prezentul în care trăiește cititorul. Acest lucru i-a determinat pe cercetătorii sârbi să susțină autoritatea narativă a lui Andrić, scrie Snel, și pe cercetătorii musulmani să o conteste și să o respingă.

## Teme și motive

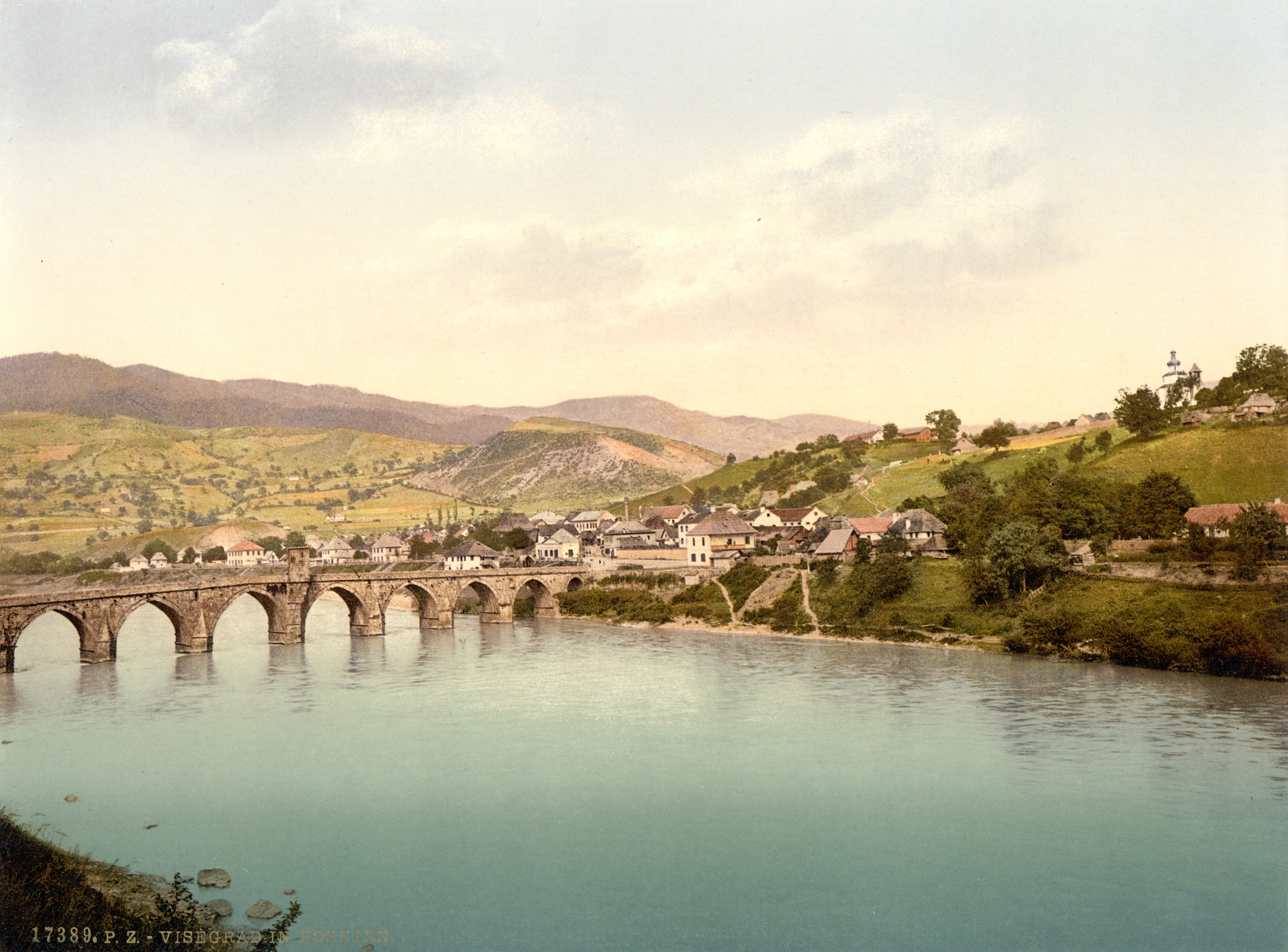
Podul Mehmed Paša Sokolović peste râul Drina, ca. 1900

E un pod pe Drina... rămâne cel mai cunoscut roman al lui Andrić și a trezit cel mai mare interes științific dintre toate operele autorului. Majoritatea specialiștilor interpretează podul eponim ca un metonim pentru Iugoslavia, care a fost ea însăși un pod între Orient și Occident în timpul Războiului Rece, „făcând parte din ambele [tabere - n.n.], dar neaparținând niciuneia”. Cu toate acestea, la momentul scrierii romanului, Iugoslavia nu avea reputația unui stat mediator intercivilizațional, care a fost promovată de liderul iugoslav Iosip Broz Tito abia după ruptura de liderul sovietic Iosif Stalin, în 1948. Astfel, se poate considera că romanul lui Andrić a contribuit la formarea acestei imagini de sine naționale. Andrić sugerează că Marile Puteri construiesc rar drumuri și poduri ca un gest de prietenie față de populațiile locale, ci mai degrabă ca un mijloc de a înlesni cucerirea unui teritoriu. Astfel, podul este atât un simbol al unificării, cât și al divizării. El este, pe de o parte, un simbol al unificării prin faptul că permite locuitorilor din Višegrad să treacă de pe un mal pe altul și deoarece kapija servește ca un popular loc de întâlnire, dar, pe de altă parte, îi separă pe locuitorii orașului, amintindu-le permanent de epoca stăpânirii otomane.
Michael Sells, profesor de istorie și literatură islamică la Universitatea din Chicago, consideră că una dintre temele principale ale romanului este trădarea rasială. În viziunea lui Andrić, susține Sells, slavii sunt „creștini din punct de vedere rasial”, iar convertirea unora la islam este percepută ca un mare rău, care este întruchipat în acest roman de practica devșirme. În acea vreme otomanii obișnuiau periodic să ia cu forța băieți de pe tot teritoriul imperiului și să-i ducă la Istanbul, unde să-i educe în legea turcească pentru a-i folosi ca soldați, funcționari și uneori ca demnitari. Deși au fost luați din Bosnia atât băieți creștini, cât și băieți musulmani, naționaliștii sârbi au considerat această practică ca un „tribut de sânge” menit să slăbească forța și dezvoltarea populației creștine. Legenda pruncilor creștini îngropați de vii în zidăria unui pod provine din Zidirea fortăreței Skadar, un poem epic sârb care datează din Evul Mediu. Sells interpretează legenda ca o alegorie pentru integrarea forțată a convertiților slavi la islam în cadrul unei religii străine. El susține că descrierea personajelor musulmane de către Andrić este monodimensională.
Slavii musulmani înfățișați în roman se încadrează, potrivit lui Sells, în trei tipuri: „turcul rău”, „turcul bun” și ienicerul, care jelește, în secret, că a fost despărțit de frații săi creștini. Sells susține că aceste reprezentări ale personajelor trădează opiniile stereotipice ale lui Andrić cu privire la islam. Ani Kokobobo, profesoară de studii slave la Columbia University, consideră că violența este o temă care oferă coeziune conceptuală narațiunii altfel fragmentate a romanului. Cea mai cunoscută și mai memorabilă reprezentare a acesteia este tragerea în țeapă a lui Radislav din Uništa, care încearcă să saboteze construcția podului. Prezentarea chinurilor lente ale lui Radislav este detaliată, evocând în mod explicit Crucificarea lui Isus de către necredincioși. Mai mulți cercetători literari interpretează tragerea în țeapă a lui Radislav ca o alegorie a statului Bosnia - supus, vulnerabil și divizat între creștinism și islam. Comportamentul violent al turcilor otomani în Evul Mediu a dat naștere ulterior unor genociduri săvârșite de către naționaliștii sârbi și croați împotriva musulmanilor bosniaci care au fost considerați turci datorită convertirii strămoșilor lor la Islam.
Istoricul sârb Tomislav Dulić, profesor asociat la Universitatea din Uppsala, a interpretat distrugerea podului la finalul romanului ca având semnificații simbolice multiple. Această distrugere marchează, pe de o parte, sfârșitul vieții otomane tradiționale a comunității locale și semnalează evoluția inevitabilă către modernitate, în timp ce, pe de altă parte, prefigurează moartea și distrugerea care vor afecta Bosnia și Herțegovina în viitor. Dulić a descris finalul drept „profund pesimist” și a atribuit pesimismul lui Andrić evenimentelor tragice ale celui de-al Doilea Război Mondial, care era atunci în plină desfășurare.

## Receptare și moștenire

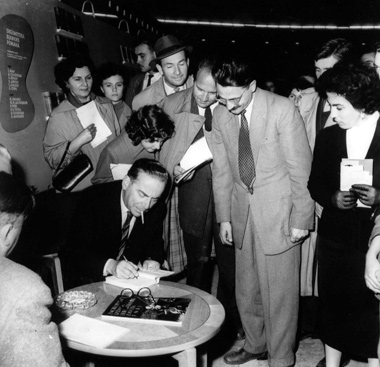
Andrić semnând autografe la Târgul de Carte de la Belgrad

Cele trei romane pe care le-a publicat Andrić în 1945 au avut un succes imediat în rândul criticilor și al publicului. E un pod pe Drina... a fost recunoscut în scurt timp ca un roman clasic de către mediul literar iugoslav. Acest roman a jucat un rol important în modelarea reputației lui Andrić din epoca lui Tito ca un exponent principal al literaturii iugoslave, un „echivalent viu al lui Njegoš”. De la publicarea sa în 1945 până la destrămarea Iugoslaviei în 1991–1992, E un pod pe Drina... a făcut parte din programa școlară obligatorie pentru învățământul secundar din Iugoslavia.
Semnificația istorică și literară a romanului a fost esențială în adoptarea de către Academia Suedeză a deciziei de a-i acorda Premiul Nobel pentru literatură lui Ivo Andrić. În introducerea sa ce a precedat discursul de acceptare al lui Andrić, profesorul universitar Göran Liljestrand, membru al Academiei Regale Suedeze de Științe, a scos în evidență semnificația simbolică a podului și l-a descris pe Andrić drept o forță unificatoare. „La fel cum podul de pe Drina a unit Estul și Vestul”, a spus Liljestrand, „tot așa și opera dvs. a acționat ca un element de legătură, conectând cultura țării dvs. cu cea din alte părți ale planetei”. După moartea lui Andrić în 1975, romancierul sloven Ivan Potrč a scris un necrolog în care a elogiat viața laureatului premiului Nobel. „Andrić nu numai că a scris E un pod pe Drina...”, a subliniat Potrč, ci „a construit, construiește și va continua să construiască poduri între popoarele și naționalitățile noastre”.
În deceniile următoare numeroși membri ai instituțiilor literare croate și bosniace s-au distanțat de opera lui Andrić din cauza legăturilor sale puternice cu cultura sârbă. Orașul Višegrad a devenit un exemplu notoriu al politicii de purificare etnică practicate de sârbii bosniaci în timpul Războiului din Bosnia (1992-1995). Populația orașului era majoritar musulmană în acea vreme. În anul 1992, la începutul războiului, un musulman bosniac a distrus bustul lui Andrić din Višegrad, folosind un baros. Mai târziu în acel an, peste 200 de civili bosniaci au fost uciși pe pod de către milițiile sârbe bosniace și corpurile lor au fost aruncate în Drina. Până în 1993, datorită războiului și purificării etnice ce a urmat, Bosnia multietnică descrisă în roman devenise în mare parte doar o amintire. Operele literare ale lui Andrić, în special E un pod pe Drina..., rămân o sursă de controverse în rândul populației bosniace din cauza presupuselor tonuri antimusulmane. Scriitoarea turcă Elif Shafak a declarat că romanul lui Andrić i-a schimbat radical percepția asupra istoriei otomane. „A trebuit să regândesc dintr-o dată tot ceea ce credeam că știu”, a scris Shafak pentru New Statesman. „A trebuit să mă dezvăț. Ceea ce mi-a făcut mie romanul lui Andrić la acea vârstă fragedă a fost să-mi zdruncine ani întregi de educație naționalistă și să îmi șoptească în urechi: «Ai analizat vreodată povestea din punctul de vedere al celuilalt?»”
Annabel Patterson a descris romanul E un pod pe Drina... drept o creație literară importantă ale cărei teme și motive — munca forțată, invazia, anexarea și strămutarea — au apărut frecvent în operele ficționale publicate ulterior în secolul al XX-lea. Orașul Višegrad și obiectivele sale istorice au fost popularizate în toată Iugoslavia datorită acestei cărți, căreia își datorează renumele Podul Mehmed Paša Sokolović. Romanul E un pod pe Drina... a fost citit pe scară largă de cercetătorii, reporterii și factorii de decizie occidentali în timpul Războaielor Iugoslave din anii 1990 și este menționat uneori drept una dintre cele mai importante două cărți scrise vreodată despre Balcani, cealaltă fiind cartea de călătorie Black Lamb and Grey Falcon (1941) a Rebeccăi West. Podul Mehmed Paša Sokolović a fost inclus în 2007 de UNESCO în Lista locurilor din patrimoniul mondial. În anul 2011 cineastul sârb Emir Kusturica a început construcția unui oraș turistic numit Andrićgrad în vecinătatea podului, pe o mică peninsulă aflată la confluența râurilor Drina și Rzav, urmărind să revigoreze o porțiune a orașului Višegrad și să păstreze memoria unui spațiu multietnic secular. Costul proiectului a fost de 17 milioane de dolari și a fost acoperit din finanțări publice și private. Andrićgrad a fost deschis în mod oficial în ziua de 28 iunie 2014, cu ocazia aniversării a 100 de ani de la asasinarea prințului moștenitor Franz Ferdinand. Acest oraș ar trebui să fie, potrivit inițiatorului său, „un simbol al pacifismului” care să amintească trecutul multietnic și să promoveze buna înțelegere între națiuni și comunitățile religioase. Kusturica intenționează să folosească acest muzeu în aer liber ca platou de filmare a unei adaptări cinematografice viitoare a romanului. În 2019 papa Francisc a citat un pasaj din roman la o conferință de presă organizată la Rabat (Maroc), pledând pentru prietenie și înțelegere între națiuni.

## Traduceri

### Traduceri în limba română
Relațiile scriitorului Ivo Andrić cu România datează cu mulți ani înaintea decernării Premiului Nobel pentru literatură. Andrić a lucrat în perioada octombrie 1921 – noiembrie 1922 ca funcționar diplomatic al Consulatului general al Regatului Sârbilor, Croaților și Slovenilor la București. Sosit la București după o perioadă petrecută la Roma, scriitorul sârb a cunoscut efervescența culturală interbelică a capitalei românești, a intrat în contact cu mediul literar românesc și a încercat chiar să învețe limba română, după cum mărturisea în corespondența sa: „... Învăț și citesc mult. Româna este o limbă ușoară și nu este atât de urâtă precum se crede.” Capitala României l-a impresionat plăcut: „Bucureștiul este un oraș zgomotos și luxos”, în care părea să fie tot timpul „Crăciun și sărbătoare”. Scurta perioadă petrecută în România și-a pus amprenta asupra activității scriitorului, iar Andrić a scris o povestire intitulată „Noć u Alhambri” („Noaptea la Alhambra”, 1924) despre viața de noapte a Bucureștiului interbelic și a introdus apoi câteva personaje cu nume românești în romanul postum Omar Paša Latas (1977) și în alte câteva povestiri.

## Legături externe
- en  The Bridge on the Drina text complet, tradus de Lovett F. Edwards
- en  Profilul cărții pe site-ul Fundației Ivo Andrić